# تنقيب في قواعد الأعمال
وبنية البيانات والسلوك

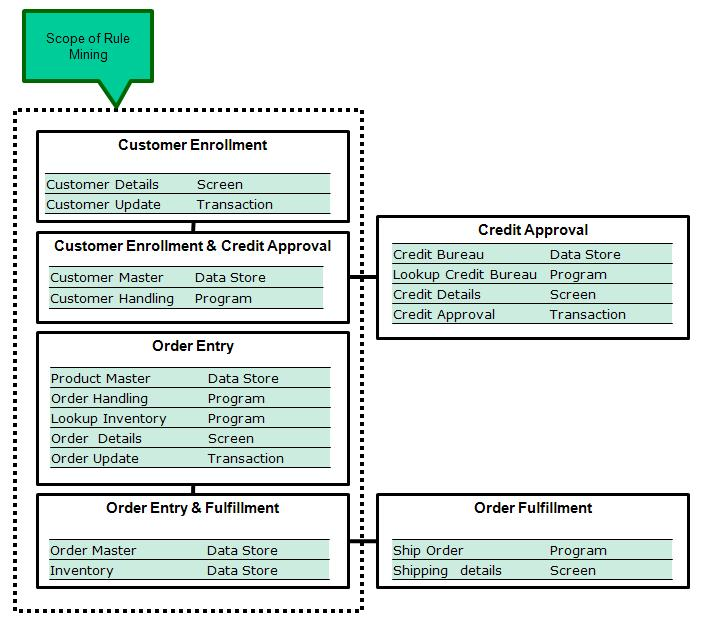
مثال للتنقيب في قواعد الأعمال

التنقيب في قواعد الأعمال هو عملية استخلاص منطق الأعمال الفكرية الأساسية في شكل قواعد أعمال من تطبيقات الحزم أو البرامج القديمة وإعادة صياغتها في لغة طبيعية أو رسمية وتخزينها في مستودع قاعدة المصدر لمزيد من التحليل أو الهندسة المتقدمة. والهدف هو التقاط هذه القواعد التجارية القديمة بطريقة تستطيع الأعمال التجارية من خلالها التحقق منها والتحكم فيها وتغيرها مع مرور الوقت.

## نظرة عامة
يدعم التنقيب في قاعدة الأعمال نظرية قواعد الأعمال، التي تم تعريفها على أنها الطريقة الرسمية للإدارة والتشغيل الآلي لقواعد أعمال المنظمة وبذلك تتصرف الأعمال التجارية وتتطور كما يخطط لها أصحابها.
ويشيع تنفيذه بوجه عام على أنه مشروع تحديث للتطبيق ينطوي على تطبيقات برامج قديمة لحلول البنية الخدمية (SOA) والتحول إلى حزم البرامج وإعادة تطوير التطبيقات الداخلية الجديدة أو لتسهيل الاحتفاظ بالمعرفة والتواصل بين الأعمال والمهنيين المختصين ب تكنولوجيا المعلومات في بيئة الصيانة.

## المناهج البديلة
تعد المناهج البديلة للتنقيب في القاعدة يدوية وآلية.
تحتوي المناهج اليدوية على قواعد مكتوبة بخط اليد في قواعد محادثات خبير مادة الموضع وفحص الكود المصدري وتدفقات الوظيفة وبنية البيانات والسلوك الملاحظ.
تتسبب صعوبة الموقع في تعقيد إستراتيجية القواعد يدويًا واستيعاب المنطق المترابط للغاية الذي تم تداخله في ملايين من خطوط شفرة البرمجيات في تعقيد استخراج القواعد يدويًا.
يستخدم المنهج الآلي المستودع القائم على البرمجيات لتحديد موقع الاتصالات المنطقية الكامنة داخل التطبيقات واستخراجها إلى تنسيق قواعد الأعمال المحددة سابقًا.
باستخدام التنفيذ التلقائي، ينطبق المنهج الفعال على الهياكل الدلالية للتطبيقات الموجودة. عن طريق تغطية سياقات العمل للطبقات القديمة، يمكن أن يركز المنقبون عن القواعد جهودهم في اكتشاف القواعد من الأنظمة المتوفرة للأعمال التجارية. يتم إعادة توجيه الجهود بعيدًا من التنقيب السلعي أو التطبيقات غير الملائمة.
مزيد من الممارسات الأفضل،  إلى جانب تقنيات التقاط دلالات البرامج التي تسرع تحويل القواعد التقنية لقواعد الأعمال الحقيقية. يسمح إضافة دلالات الأعمال لعملية التحليل للمستخدمين باستخراج المفاهيم التقنية والواصفات التي تتم بطريقة طبيعية في تطبيق مستوى الأعمال التي يستهلكها محلل القواعد.
وقد قام مهندسو تكامل النظام ومنتجو البرامج والممارسون في مجال التنقيب عن القواعد وفرق التطوير الداخلية بتطوير التقنيات والمنهجيات الخاصة وقواعد الصناعة المحددة لتحديث التطبيق والتنقيب في قواعد الأعمال.

## كتابات أخرى
- Barbara Von Halle (2001). Business Rules Applied. Wiley. ISBN 0-471-41293-7
- Janet Wall(2006). Mining Rules from Code: Reasonable or Lunacy?

## وصلات خارجية
- +Rule Mining best practices wikibook.